# دیو هالند
دِیو هالند (انگلیسی: Dave Holland؛ زادهٔ ۱ اکتبر ۱۹۴۶) نوازنده، آهنگساز و رهبر گروه موسیقی سبک جاز بریتانیایی است. وی از سال ۱۹۶۴ میلادی تاکنون مشغول فعالیت بوده‌است و حدود ۴ دهه است که ساکن آمریکا می‌باشد. آثار وی گستره‌ای از تکنوازی تا همکاری با گروه‌های بزرگ را در بر می‌گیرد. وی در سال ۲۰۰۵ شرکت موسیقی خود به نام دیر ۲ را راه‌اندازی کرد.

دیو هلند در ولورهمپتون، انگلستان متولد شد. به صورت خودآموز نوازندگی سازهای زهی را فراگرفت. در ۱۵ سالگی مدرسه را ترک کرد و در نهایت جذب موسیقی جاز شد.